# Деркач Федір Андрійович

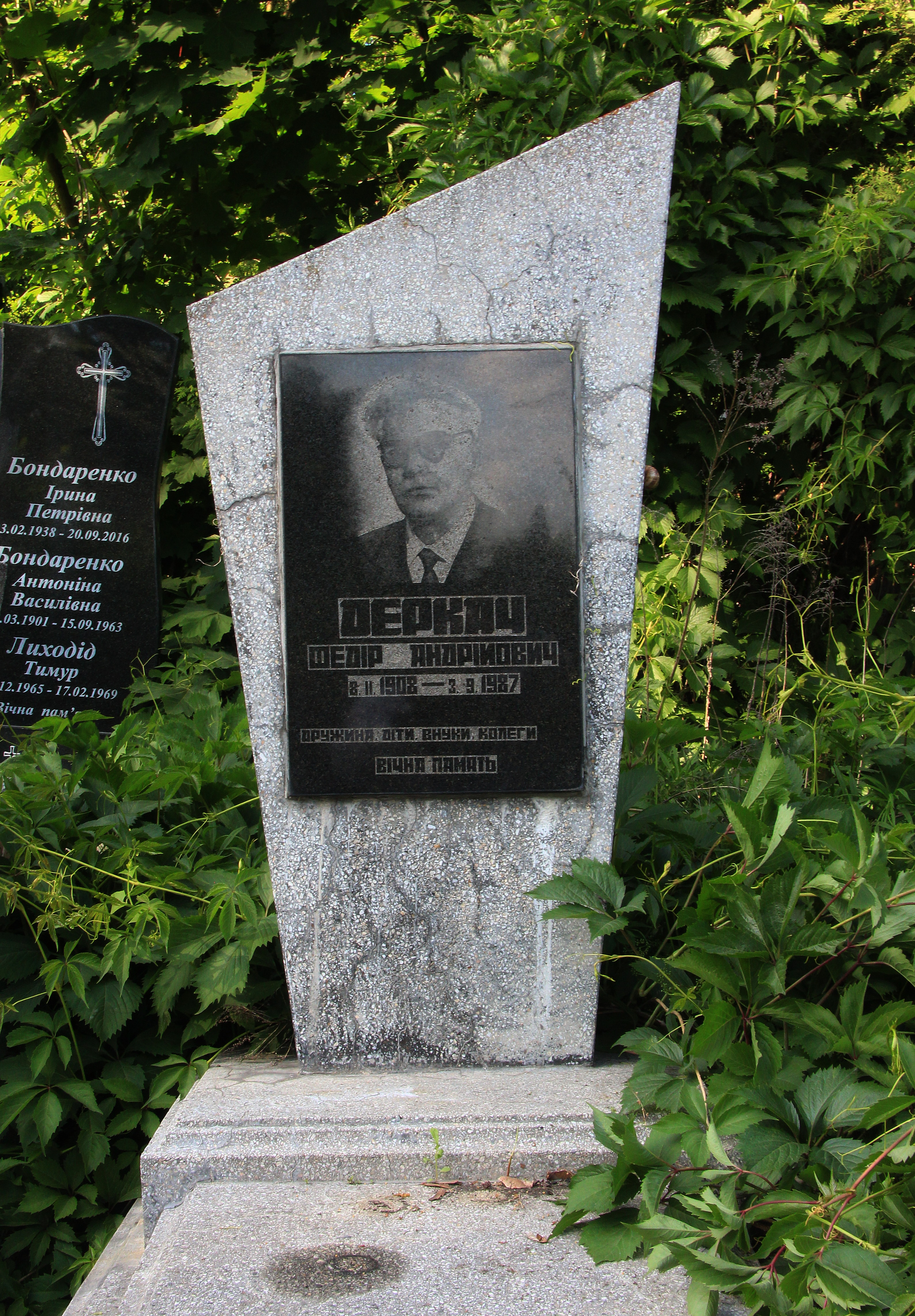

Деркач Федір Андрійович (8 лютого 1908 - 3 вересня 1987) — український вчений в галузі неорганічної хімії, кандидат хімічних наук, доцент кафедри неорганічної хімії Львівського державного університету імені Івана Франка.

## Життєпис
Деркач Федір Андрійович народився 8 лютого 1908 року у селі Софіївка тепер Первомайського району Миколаївської області.
У 1935 році закінчив хімічний факультет, а у 1938 році — аспірантуру Харківського університету. У 1938—1939 роках працював інженером-дослідником Харківського турбогенераторного заводу, у 1939—1941 роках — викладачем, продеканом природничого факультету Львівського університету.
Учасник ІІ Світової війни. Був ініціатором створення хімічного факультету та його перший декан (1945—1964 роки). У 1951 році у Львові захистив кандидатську дисертацію «Про взаємодію сплавів Zn-Sn, Cd-Bi і Zn-Cd з розчинами соляної кислоти». У 1964—1972 роках працював проректором з наукової роботи, у 1971—1987 роках — доцентом кафедри неорганічної хімії Львівського університету. Помер 9 вересня 1987 року у Львові.
Похований на 29 полі Янівського цвинтаря.

## Наукові інтереси
- Вивчення залежності хімічної активності інтерметалічних сполук від їхнього складу.
- Історія хімії.

## Громадська діяльність
Багато уваги приділяв підготовці спеціалістів з числа талановитої молоді, уродженців західних областей України.
- Удосконалював навчальний процес.
- Ініціатор реконструкцій будинку хімічного факультету, унаслідок чого лабораторно-аудиторний фонд факультету збільшився з 1 005 (1945) до 3 540 м2 (1987).
- Розширив участь науковців університету у виконанні госпдоговірних робіт, удосконалив діяльність аспірантури.

## Вибрані публікації
Автор близько 40 наукових праць, зокрема:
- Корозія сплавів цинк-олово в хлорид ній кислоті з водневою деполяризацією (Наукові записки Львівського університету, Серія хімічна, 1949, Випуск 13).
- Про розвиток хімії у Львівському університеті в дорадянський період (Вісник Львівського університету, Серія хімічна, 1967, Випуск 9).
- Неорганічна хімія. Лабораторний практикум (Київ, 1978).

## Нагороди
- Медаль «За победу над Германией» (1945).
- Медаль «За доблесный труд в Великой Отечественной войне» (1945).
- Орден Трудового Червоного прапора (1961).

## Літературні джерела
- Присяжний М. Комуністи в запас не йдуть // За рад. науку. 1974.
- Мельник Л. Щедрий ужинок. Федору Андрійовичу Деркачу ̶ 70 // За рад науку. 1978.
- Бодак О., Гладишевський Є. До 100-річчя кафедри неорганічної хімії // Вісник Львівського університету, Серія хімічна, 1995, Випуск 34.